# TT282
| n · M3 · Aa1 · t |

| n · M3 · Aa1 · t |

TT282 (Theban Tomb 282) è la sigla che identifica una delle Tombe dei Nobili ubicate nell'area della cosiddetta Necropoli Tebana, sulla sponda occidentale del Nilo dinanzi alla città di Luxor, in Egitto. Destinata a sepolture di nobili e funzionari connessi alle case regnanti, specie del Nuovo Regno, l'area venne sfruttata, come necropoli, fin dall'Antico Regno e, successivamente, sino al periodo Saitico (con la XXVI dinastia) e Tolemaico.

## Titolare
TT282 era la tomba di:
| Titolare             | Titolo                                                        | Necropoli       | Dinastia/Periodo | Note |
| -------------------- | ------------------------------------------------------------- | --------------- | ---------------- | ---- |
| Nakht (o Anhernakht) | Comandante degli arcieri; Supervisore delle Terre meridionali | Dra Abu el-Naga | XIX dinastia     |      |

## Biografia
Nessuna notizia biografica ricavabile.

## La tomba
TT282 è prospiciente alla TT283, ed è costituita da un cortile, dall'area sepolcrale vera e propria, nonché dai resti di una piramide a base trapezoidale. A un breve corridoio che si diparte dal cortile, succede una sala trasversale; sulle pareti dipinti, molto danneggiati: su due registri (1 blu in planimetria) il defunto e la moglie (?), di cui non è rilevabile il nome, e testi danneggiati. Poco oltre (2) il defunto e la moglie (?) dinanzi a una divinità (?); segue (3) il defunto e, poco oltre (4), il defunto e la moglie (?) in adorazione di Thot. Sulla parete sinistra (5) che precede il passaggio verso la piramide, testi tratti dal Libro dei Morti e il defunto, purificato, presentato da Anubi a Osiride. Un passaggio, sulle cui pareti sono i resti di testi e scene di offertorio (6) e (7) sei scene tra cui una del defunto con i suoi aiutanti e un'altra del defunto e della moglie presentati da Horus al dio Thot, immette nella piramide, in cui (8) una cappella contiene liste di offerte. La camera funeraria, decorata, nel soffitto a volta, dalla rappresentazione del defunto in offertorio a Osiride (9) nonché abbozzi di altri disegni di Osiride, contiene il sarcofago. Un passaggio immette nel corridoio della vicina TT283.

### Annotazioni
1. ↑  La numerazione dei locali e delle pareti segue quella di Porter e Moss 1927, p. 356.
2. ↑  La prima numerazione delle tombe, dalla numero 1 alla 252, risale al 1913 con l'edizione del "Topographical Catalogue of the Private Tombs of Thebes" di Alan Gardiner e Arthur Weigall. Le tombe erano numerate in ordine di scoperta e non geografico; ugualmente in ordine cronologico di scoperta sono le tombe dalla 253 in poi.
3. ↑  I campi della Duat, ovvero l'aldilà egizio, si trovavano, secondo le credenze, proprio sulla riva occidentale del grande fiume.
4. ↑  Nella sua epoca di utilizzo, l'area era nota come "Quella di fronte al suo Signore" (con riferimento alla riva orientale, dove si trovavano le strutture dei Palazzi di residenza dei re e i templi dei principali dei) o, più semplicemente, "Occidente di Tebe".
5. ↑  le Tombe dei Nobili, benché raggruppate in un'unica area, sono di fatto distribuite su più necropoli distinte.
6. ↑  Le note, sovente di inquadramento topografico della tomba, sono tratte, fino alla TT252, dal "Topographical Catalogue" di Gardiner e Weigall, ed. 1913 e fanno perciò riferimento alla situazione dell'epoca.
7. ↑  Il rilievo del defunto e della moglie in adorazione di Thot si trova, oggi, presso il Philadelphia Museum of Art (cat. 29.87.433).

### Fonti
1. ↑  Porter e Moss 1927,  p. 364.
2. ↑  Gardiner e Weigall 1913.
3. ↑  Donadoni 1999,  p. 115.
4. ↑  Porter e Moss 1927, p. 364.
5. ↑  Porter e Moss 1927,  p. 365.
6. ↑  Porter e Moss 1927,  pp. 364-365.